# Dolichopus setimanus
Dolichopus setimanus är en tvåvingeart som beskrevs av Smirnov 1948. Dolichopus setimanus ingår i släktet Dolichopus och familjen styltflugor. Inga underarter finns listade i Catalogue of Life.